# エルンスト＝ヴォルフガング・ベッケンフェルデ
エルンスト＝ヴォルフガング・ベッケンフェルデ（独: Ernst-Wolfgang Böckenförde、1930年9月19日 - 2019年2月24日）はドイツの国法学者。ハイデルベルク大学、ビーレフェルト大学やフライブルク大学で公法、憲法、法制史、法哲学を教授した。1983年12月から1996年5月まで連邦憲法裁判所判事を務めた。

## 経歴
1930年、カッセル生まれ。1956年にミュンスター大学において、ハンス＝ユリウス・ヴォルフに師事して法学博士を取得し、1960年にミュンヘン大学において、フランツ・シュナーベルに師事してD.Phil.（歴史学）を取得。1964年にミュンスター大学において教授資格（ハビリタツィオーン）を取得。そして、同年、公法学、憲法、法制史、法哲学の教授としてハイデルベルク大学に招聘された。1969年、ビーレフェルト大学に移籍して同科目を担当。1977年からはフライブルク大学法学部で教鞭をとった。
連邦憲法裁判所判事時代は、第2法廷に所属。裁判官としての彼の活動を通じて、彼の「正当化連鎖理論」（独: Legitimationskettentheorie）は連邦憲法裁判所判例に受け入れられるところとなった。2019年2月24日に死去。88歳没。

## 受賞・栄典
- 2004年 - 政治思想に関わるハンナ・アーレント賞（ドイツ語版、英語版）を受賞。
- 2012年 - ジークムント・フロイト賞を受賞。
- 2016年 - ドイツ連邦共和国功労勲章大功労十字星大綬章が授与される[2]。

## 邦訳著作
- 『現代国家と憲法・自由・民主制』初宿正典編訳、風行社。